# Palazzo Pantaleo
Il Palazzo Pantaleo di Taranto è un edificio del XVIII secolo di proprietà del Comune. Dal 2000 al 2007 ha ospitato alcune collezioni del Museo archeologico nazionale di Taranto nella Città Vecchia. Attualmente è sede del museo etnografico Alfredo Majorano.
Fu costruito nel 1770 dal barone Francesco Maria Pantaleo, che realizzò un'ampia e fastosa residenza nobiliare dopo aver demolito alcune strutture preesistenti acquistate dal Capitolo e Clero di Taranto. Il palazzo si affaccia sul Mar Grande, con l'ingresso principale sulla rampa Pantaleo a cui dà il nome.
Grazie alla sua posizione sulla Rada di Mar Grande che immette verso il Ponte di Porta Napoli, il barone poté tenere sotto controllo le sue terre e l'imbarco dei prodotti sulle navi in partenza.
L'incarico di costruire il palazzo sullo scoglio naturale, fu affidato a Francesco Saverio Miraglia dietro un compenso di 3.150 ducati d'argento, concordando il termine dei lavori entro i due anni successivi. Si utilizzò tutto il materiale ricavabile dal palazzo da demolire e tutto il carparo ricavabile dal banco calcarenitico, solo per il portone e la loggia sovrastante si richiese esplicitamente l'uso di carparo di prima qualità, da cavare altrove e trasportare in loco.
L'edificio presenta un assetto unitario ed è privo di un cortile interno. La facciata principale si presenta con un avancorpo e un ampio portale, dal quale sporge la ringhiera bombata in ferro battuto della loggia sovrastante.
Sono ancora visibili al piano terra un androne voltato ricco di profilature che ornano la torre merlata ed il leone dello stemma di famiglia, le stalle perfettamente conservate, la rimessa per le carrozze, nonché un ampio locale di servizio con ingresso indipendente su vico Civico.
Al mezzo piano ci sono invece gli appartamenti della servitù e la grande cucina con le maioliche originali bianche e azzurre.
Una scala monumentale a doppia rampa conduce al primo piano nobile, dove si possono ammirare gli ambienti di rappresentanza con i soffitti dipinti da Domenico Antonio Carella nel 1773, rappresentanti scene tratte dall'Eneide e dall'Iliade.
Queste opere furono pagate con 235 ducati d'argento più grano, olio e formaggio.
Attraverso un'altra scala infine, si può raggiungere il secondo piano, dove si trovano altre camere con i soffitti dipinti su carta fissata a controsoffittature in legno.

## Bibliografia

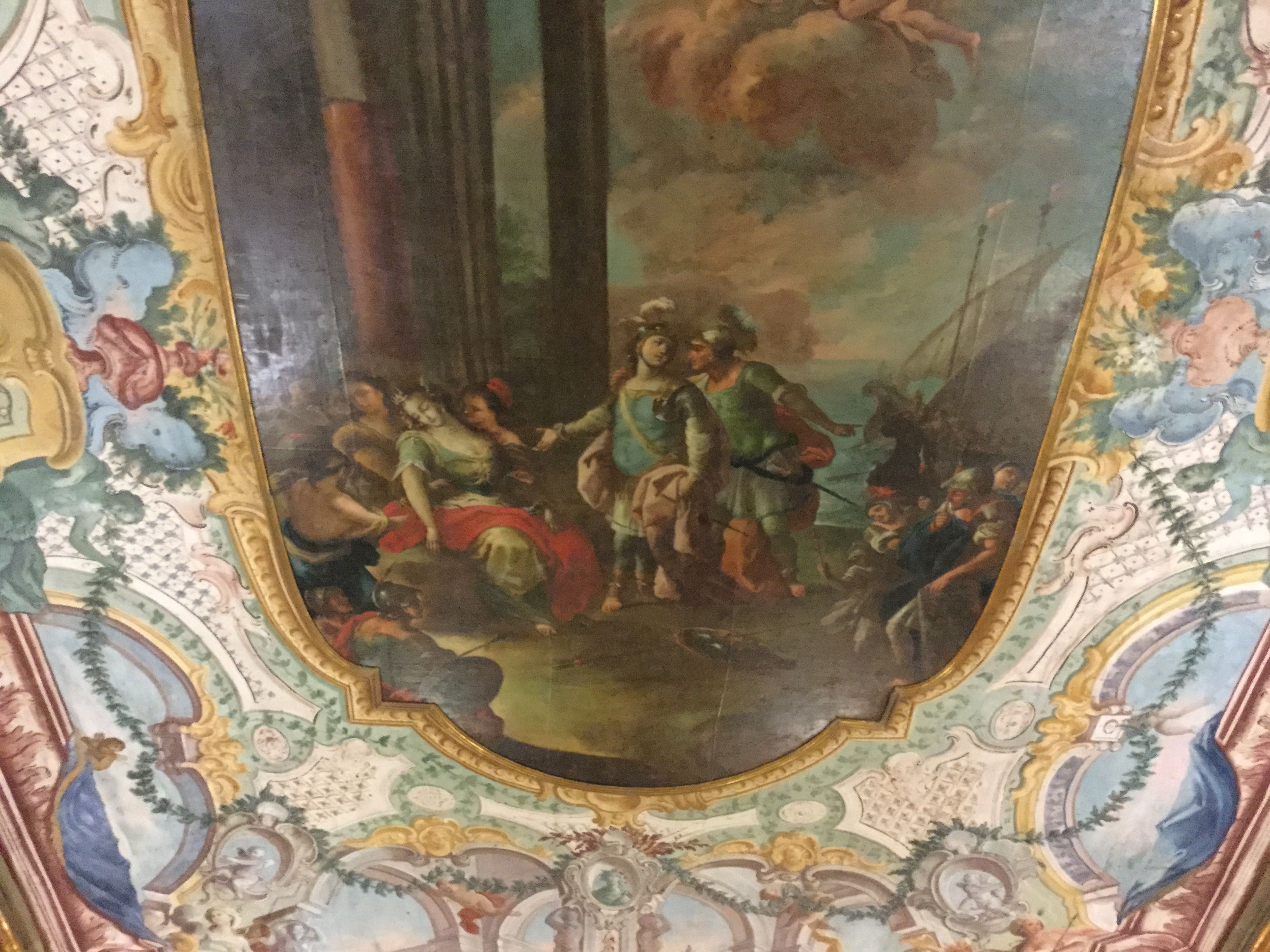
Enea che abbandona Didone (tela inchiodata su controsoffittatura lignea).